# 郑立斋
郑立斋，中华人民共和国政治人物。
担任甘肃省工商联主任委员。1958年5月16日撤销。1954年，当选第一届全国人民代表大会代表。